# 나탈리아 켈리
나탈리 켈뤼(Natália Kelly, 1994년 12월 18일 ~ )은 미국 출신 오스트리아의 가수이다. 미국인 아버지와 브라질인 어머니 사이에서 태어났다. 그녀는 현재 오스트리아 니더외스터라이히주의 바드 뵈슬라우에서 거주하고 있다. 스웨덴 말뫼에서 열린 유로비전 송 콘테스트 2013에 오스트리아 대표로 "Shine"이라는 곡으로 참가했다.

## 음반 목록
- Natália Kelly (2013)